# I'll be back

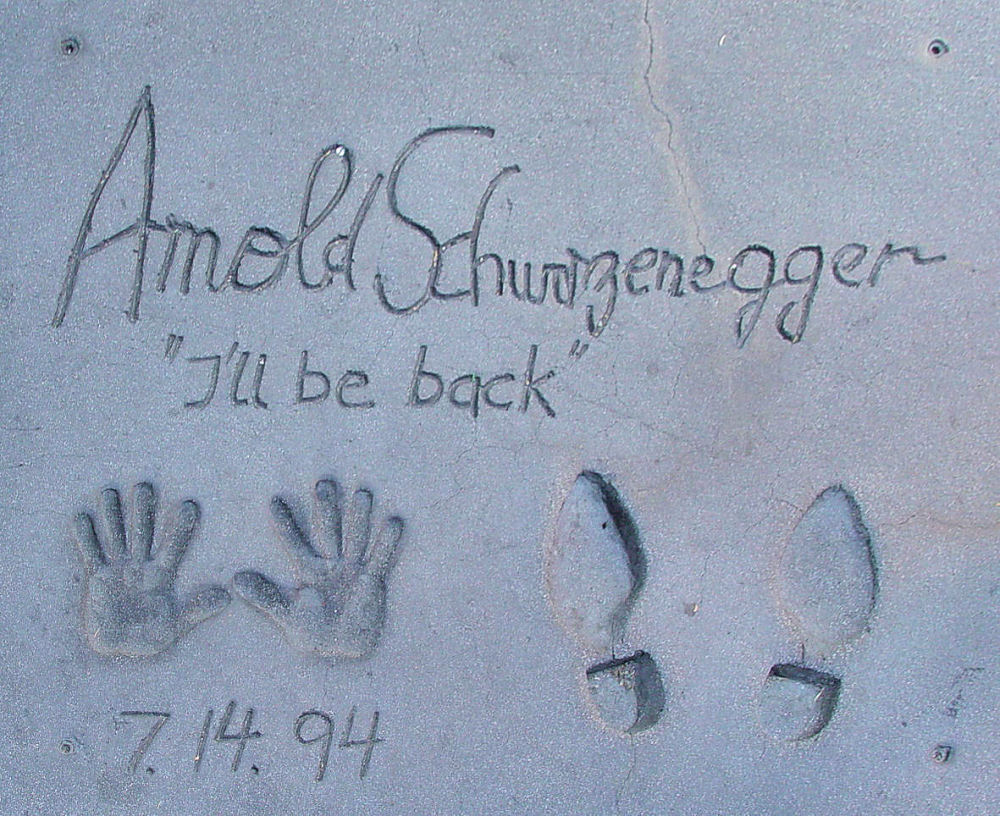
I'll be back у бетоні.

I'll be back (укр. Я повернуся) — вислів, що став візитівкою фільмів з Арнольдом Шварценеггером. Традицію розпочато у фільмі «Термінатор». Відтоді Шварценеггер намагався так чи інакше промовити його у решті своїх персонажів.

## Вислів у фільмах
- «Термінатор» — кіборг (Шварценеггер) заходить до поліційної дільниці та каже черговому про те, що хоче бачити Сару Конор. Черговий відмовляє та пропонує зачекати. Термінатор оглядає кімнату, нахиляється до віконця та каже: «Я повернуся» і виходить надвір, після чого вривається до дільниці на автомобілі.
- «Командо» — Матрикс (Шварценеггер) каже Бенетові «Я ще повернуся» в аеропорту перед тим як його посадять на літак до Вал-Верде.
- «Нечесна угода».
- «Людина, що біжить» — Ричардс (Шварценеггер) вимовляє фразу («я ще повернусь») коли сидить у санчатах біля Кіліана, на що той відповідає: «Тільки в повторному показі».
- «Близнюки». Коли доктор Трейвен розповідає, де знайти матір близнюків, Джуліус заявляє: «Якщо ти мені брешеш, я повернуся» (англ. If you're lying to me, I'll be back).
- «Дитсадковий поліцейський».
- «Згадати все».
- «Термінатор 2: Судний день».
- «Останній кіногерой».
- «Шостий день» — герой Шварценеггера, сумніваючись у доцільності клонування свого пса, каже консультантові крамниці «Можливо, я ще повернусь», на що той відповідає: «Неодмінно повернетесь».
- «Термінатор 3: Повстання машин» — кіборг (Шварценеггер) виходить з зайнятого полум'ям гелікоптера, й говорить це Джону Коннору.

## Додатково
- У фільмі-комедії «Стій, а то мама стрілятиме» з Сильвестром Сталлоне в головній ролі, вислів «Я ще повернуся» каже мати головного героя, коли допитує злочинця, говорячи що так завжди промовляють поліціянти. На це герой Сталлоне відповідає: «Так кажуть термінатори, а не поліціянти».
- У відеогрі Terminator 3 — War Of The Machines, коли до гри підключається персонаж Термінатора, він промовляє «I'm back» («я повернувся»).